# Армяне в Абхазии
Армяне в Абхазии (з.-арм. Աբխազիոյ Հայերը [Apxazioy Hayerə]) или Абхазские армяне (з.-арм. Ապխազահայեր [Abkhazahayer]) — вторая, ранее третья по величине этническая группа в Абхазии, после абхазов и грузин. По данным переписи 2011 года, в Абхазии живёт около 41,9 тысяч армян, что составляет около 17 % от общего населения Абхазии, 240 тысяч человек. Армяне составляют абсолютное большинство населения Сухумского района (без города Сухум), и являются крупнейшей этнической группой в Гагрском и Гульрипшском районах. Однако данные этой переписи оспариваются и согласно данным армянских неправительственных организаций, власти Абхазии занижают число армян и в реальности оно составляет 67 тысяч (31—45 % населения республики).

## История
Свидетельства об армянском присутствии в Абхазии имеются с античных времён. Так, в 253 году близ современного г. Пицунда местный гарнизон во главе с Сукессианом, армянином по происхождению, отразил нападение готов. Зодчий Фома Армянин в VI в. руководил строительством большинства крепостей в Колхиде и в формирующемся Абхазском царстве.
В отличие от соседних народов Кавказа и Малой Азии, абхазы со времён средневековья были мало вовлечены в товарно-денежные отношения. Они не занимались торговлей, отхожими промыслами, земледелием и прочими поденными сельскохозяйственными работами, считая эти занятия «позорными». В результате греки, а затем армяне, грузины и турки заняли эти ниши в абхазском обществе.
Хотя армяне жили в Абхазии ещё со средневековья, значительная армянская иммиграция в Абхазию началась в конце XIX века, после начала в Турции армянских погромов и геноцида армян.. В октябре 1879 года на Пицундском берегу высадилась первая группа понтийских армян из Трапезундской области Османской империи. В отличие от русских колонистов, армяне легче переносили субтропическую влажность и меньше страдали от малярии и цинги. В отличие от мегрел и прочих грузинских групп, армяне-переселенцы с самого начала массовой иммиграции старались демонстрировать добрососедство и установили максимально толерантные отношения с абхазами. Известный абхазский педагог и просветитель С. П. Басария писал об армянских колонистах конца XIX века следующее «армяне очень осторожны к абхазам, признают за абхазской нацией исторические, юридические и насиженные права на территорию, называют себя гостями в Абхазии, охотно открывают свои двери абхазам и всячески стараются подражать гостеприимству их. К большой чести армян надо отнести и то, что это единственная нация в Абхазии, которая бережно относится к старинным абхазским именам местностей: все их сёла названы древними абхазскими именами». В этот период армяне заняли следующие социально-экономические ниши: культивировали, перерабатывали и продавали чай и табак, содержали кофейни. Именно благодаря труду абхазских армян, и впервую очередь табачной компании Бедросова (Петросяна), Российская империя смогла заместить импорт табачных изделий из Османской империи.

## Современность
Во время войны в Абхазии в 1992—1993 армяне, жившие в Абхазии первоначально сохраняли нейтралитет, но затем большинство поддержало абхазов, в результате жестокого обращения (грабежи и мародёрство) со стороны грузинских солдат. Всего 1500 армян воевало на стороне Абхазии, составляя четверть абхазской армии, 242 из них были убиты. После войны число армян в Абхазии сократилось, многие уехали в Россию и Армению. Впрочем, отток армян был небольшим относительно бегства грузин, а потому их доля в населении Абхазии продолжала расти, достигнув в постсоветское время 20 % населения. К примеру, в примыкающем к Сочи Гагрском районе доля армян выросла с 29,7% по переписи 1989 года до 44,1% по переписи 2003.
Кресло вице-спикера парламента республики негласно закреплено за представителем армянской общины.

## Демография
| Год переписи | Грузины         | Абхазы          | Русские        | Армяне         | Греки          | Всего   |
| ------------ | --------------- | --------------- | -------------- | -------------- | -------------- | ------- |
| 1926         | 36,3% (67 494)  | 30,1% (55 918)  | 6,7% (12 553)  | 13,8% (25 677) | 7,6% (14 045)  | 186 004 |
| 1939         | 29,5% (91 967)  | 18,0% (56 197)  | 19,3% (60 201) | 15,9% (49 705) | 11,1% (34 621) | 311 885 |
| 1959         | 39,1% (158 221) | 15,1% (61 193)  | 21,4% (86 715) | 15,9% (64 425) | 2,2% (9 101)   | 404 738 |
| 1970         | 41,0% (199 596) | 15,9% (77 276)  | 19,1% (92 889) | 15,4% (74 850) | 2,7% (13 114)  | 486 959 |
| 1979         | 43,9% (213 322) | 17,1% (83 087)  | 16,4% (79 730) | 15,1% (73 350) | 2,8% (13 642)  | 486 082 |
| 1989         | 45,7% (239 872) | 17,8% (93 267)  | 14,3% (74 913) | 14,6% (76 541) | 2,8% (14 664)  | 525 061 |
| 2003         | 21,3% (45 953)  | 43,8% (94 606)  | 10,8% (23 420) | 20,8% (44 870) | 0,7% (1 486)   | 215 972 |
| 2011         | 19,3% (46 499)  | 50,8% (122 175) | 9,2% (22 064)  | 17,4% (41 907) | 0,6% (1 382)   | 240 705 |